# Переднавантаження (кардіологія)

Серце під час діастоли шлуночків.

У фізіології серця переднавантаження (пренавантаження) — це величина розтягнення саркомерів клітин серцевого м'яза (кардіоміоцитів), в кінці наповнення шлуночків під час діастоли. Переднавантаження безпосередньо пов'язане з наповненням шлуночків. Коли розслаблений шлуночок наповнюється під час діастоли, стінки розтягуються, а довжина саркомерів збільшується. Довжину саркомера можна приблизно визначити об'ємом шлуночка, оскільки кожна форма має окреме співвідношення площі поверхні до об'єму. Це поняття має клінічну користь, оскільки безпосереднє вимірювання довжини саркомера руйнівне для тканини серця. Для дослідження саркомерів під мікроскопом потрібно вирізати шматочок серцевого м'яза. Наразі неможливо безпосередньо виміряти переднавантаження живого серця, що б'ється. Переднавантаження оцінюється за кінцево-діастолічним тиском у шлуночках і вимірюється в міліметрах ртутного стовпа (мм рт. ст.).

## Оцінка переднавантаження
Хоча кінцевий діастолічний об'єм не зовсім еквівалентний строгому визначенню переднавантаження, він краще підходить для клінічних потреб. Достатньо просто оцінити об'єм здорового, заповненого лівого шлуночка, візуалізуючи двовимірний поперечний переріз за допомогою ультразвукового дослідження серця. Цей метод менш корисний для оцінки переднавантаження правого шлуночка, оскільки розрахувати об'єм в асиметричній камері важко. У випадках прискореного серцевого ритму момент максимального наповнення в кінці діастоли буває важко зафіксувати, що означає, що об'єм може бути важко виміряти у дітей або під час тахікардії.
Альтернативою оцінці кінцевого діастолічного об'єму серця є вимірювання кінцевого діастолічного тиску. Це можливо, оскільки тиск і об'єм пов'язані між собою згідно із законом Бойля, який можна спростити до відношення:
{\displaystyle P\propto {\frac {1}{V}}}
Кінцевий діастолічний тиск у правому шлуночку можна виміряти безпосередньо за допомогою катетера Свана-Ганца. Для лівого шлуночка кінцевий діастолічний тиск найчастіше оцінюється за допомогою показника «тиск заклинювання в легеневій артерії», який приблизно дорівнює тиску в лівому передсерді, коли легені здорові.
Коли серце здорове, діастолічний тиск у лівому передсерді та лівому шлуночку однаковий. Коли і серце, і легені здорові, тиск заклинювання в легеневій артерії дорівнює діастолічному тиску в лівому шлуночку та може бути використаний як сурогат для оцінки переднавантаження. Тиск заклинювання в легеневій артерії буде переоцінювати тиск у лівому шлуночку у людей зі стенозом мітрального клапана, легеневою гіпертензією та іншими захворюваннями серця та легень.
Оцінка переднавантаження також може бути неточною при хронічно розширених шлуночках, оскільки нові додаткові саркомери призводять до збільшення об'єму розслабленого шлуночка.

## Фактори, що впливають на переднавантаження
На переднавантаження впливають венозний тиск крові та швидкість венозного повернення. На них впливає венозний тонус та об'єм циркулюючої крові.
Переднавантаження пов'язане з кінцевим діастолічним об'ємом шлуночків. Вищий кінцевий діастолічний об'єм означає вище переднавантаження. Однак, цей зв'язок не є простим через обмеження терміна переднавантаження окремими міоцитами. Переднавантаження все ще можна приблизно визначити за допомогою недорогого ехокардіографічного вимірювання кінцевого діастолічного об'єму або КДО.
Переднавантаження збільшується при фізичному навантаженні (незначно), при зростанні об'єму крові (при набряках, надмірному переливанні крові, поліцитемії) та при нейроендокринній активності (симпатичний тонус).
Артеріовенозна фістула може збільшити переднавантаження.
На переднавантаження також впливають два основні «насоси» тіла:
- Дихальний насос — внутрішньоплевральний тиск знижується під час вдиху, а тиск у черевній порожнині зростає, що стискає вени черевної порожнини, дозволяючи грудним венам розширюватися та збільшувати кровотік до правого передсердя.
- Насос скелетних м'язів — під час скорочення м'язи навколо глибоких вен їх стискають та перекачують кров назад до серця. Найбільш помітно це відбувається в ногах. Як тільки кров проходить повз клапани, які присутні у венах ніг, вона не може текти назад, і тому кров виражено «доїться» в напрямку серця.